# یایلالار (بایبورد)
یایلالار {{ترکی|Yaylalar) (به ارمنی: Լիբանոս) (به کردی: Lîpane) یک منطقهٔ مسکونی در ترکیه است که در بایبورد واقع شده‌است. یایلالار ۴۰ نفر جمعیت دارد.